# Tratado de Verdun

O Tratado de Verdun, ou Verdum, assinado no mês de agosto de 843, foi um dos primeiros tratados que dividiram o Império Carolíngio em três reinos entre os três filhos sobreviventes de Luís, o Piedoso, o filho e sucessor de Carlos Magno.
```
   |-
       |
Erro:
:  
valor não especificado para "
nome_comum
"
```

## Antecedentes
Quando Luís, o Piedoso morreu em 840, seu filho mais velho, Lotário I, reivindicou soberania sobre a totalidade do reino de seu pai e apoiou a reivindicação de seu sobrinho Pepino II sobre Aquitânia, uma grande província no oeste do reino Franco. O irmão de Lotário, Luís, o Germânico e seu meio-irmão Carlos, o Calvo se recusaram a reconhecer a suserania de Lotário e entraram em guerra contra ele. Eles derrotaram Lotário na Batalha de Fontenoy-en-Puisaye em 841 e selaram sua aliança em 842 com os Juramentos de Estrasburgo, que declararam Lotário inapto para o trono imperial, após isso, Lotário se dispos a negociar um acordo.

## Provisões
Cada um dos três irmãos já haviam se estabelecido em um reino: Lotário na Itália, Luís, o Germânico em Baviera, e Carlos, o Calvo em Aquitânia. No acordo, Lotário (que havia sido nomeado co-imperador em 817) manteve o seu título como imperador e:
- Lotário recebeu a porção central do império, que mais tarde tornou-se, de norte a sul: os Países Baixos, Lorena, Alsácia, Borgonha, Provença, e o Reino Itálico (que compreendia apenas a metade norte da Península Itálica), chamados coletivamente Frância central. Ele também recebeu as duas cidades imperiais, Aachen (Aix-la-Chapelle) e Roma. Além disso, ele recebeu o título imperial, mas conferido como soberania sobre as terras de seus irmãos;
- Luís, o Germânico recebeu a porção oriental. A Luís foi garantida a soberania de todas as terras a leste do Reno e para o norte e leste da Itália, que foi chamado Frância oriental que eventualmente se tornou o alto reino medieval da Alemanha, o maior componente do Sacro Império Romano;
- Carlos, o Calvo recebeu a porção ocidental, que mais tarde se tornou a França. À Pepino II foi concedido o reino de Aquitânia, mas apenas sob a autoridade de Carlos. Carlos recebeu todas as terras a oeste do Reno, que foi chamado de Frância ocidental.

Após a morte de Lotário em 855, a Alta e Baixa Borgonha (Arles e Provença) foram passadas ao seu terceiro filho, Carlos de Provença, e restante território ao norte dos Alpes ao seu segundo filho, Lotário II, após os quais o territórios até então sem nome foram chamados de Lotaríngia, cujo nome eventualmente evoluiu para a moderna Lorena. O filho mais velho de Lotário, Luís II, herdou a Itália e reivindicação de seu pai para o Império.